# EA-Generali Ladies Linz 1998
EA-Generali Ladies Linz 1998 — тенісний турнір, що пройшов на закритих кортах з твердим покриттям Intersport Arena в Лінці (Австрія). Належав до турнірів 2-ї категорії в рамках Туру WTA 1998. Тривав з 23 лютого до 1 березня 1998 року.

## Фінальна частина

### Одиночний розряд, жінки
Яна Новотна —  Домінік Ван Рост 6–1, 7–6
- Для Новотної це був 1-й титул за рік і 87-й — за кар'єру.

### Парний розряд, жінки
Александра Фусаї /  Наталі Тозья —  Анна Курнікова /  Лариса Савченко 6–3, 3–6, 6–4
- Для Фусаї це був 1-й титул за рік і 5-й — за кар'єру. Для Тозья це був 1-й титул за рік і 19-й — за кар'єру.